# Marcel Maurice Neue
Marcel Maurice Neue (* 25. August 1989) ist ein deutscher Laiendarsteller.

## Biografie
Marcel Maurice Neue spielte 1999 als Kind in dem Krimi Ein starkes Team: Der letzte Kampf mit. In der RTL-II-Serie, Berlin – Tag & Nacht, übernahm er 2011 die Rolle des  Karsten „Krätze“ Rätze.

## Filmografie
- 1998: Der Handymörder
- 1999: Ein starkes Team – Der letzte Kampf (Fernsehserie)
- 2000: Sperling: Sperling und das große Ehrenwort (Fernsehserie)
- seit 2011: Berlin – Tag & Nacht (Fernsehserie)